# 橙汞矿
橙汞矿（英語：Montroydite）是氧化汞的矿物形式，化学式为HgO。它是一种稀有的含汞矿物。它首先在德克萨斯州特灵瓜的汞矿床被发现，并以矿床所有者Montroyd Sharp的名字命名。
橙汞矿出现在热液成因的汞矿床中。伴生矿物包括：自然汞、朱砂、黑辰砂、甘汞、褐氯汞矿、黄氯汞矿、黄铵汞矿、氯铵汞矿、edgarbaileyite、石膏、方解石和白云石。